# Reprezentacja Samoa w piłce siatkowej kobiet
Reprezentacja Samoa w piłce siatkowej kobiet to narodowa reprezentacja tego kraju, reprezentująca go na arenie międzynarodowej.

## Mistrzostwa Azji
Drużyna jeszcze nigdy nie wystąpiła w kontynentalnym czempionacie.